# Renault Twizy
El Renault Twizy es un vehículo eléctrico producido por el fabricante francés Renault en la planta de Valladolid desde 2011. Se recarga en cualquier enchufe doméstico Schuko de 220 V y 10 A. Desde 2019 se fabrica en la planta de Renault en Busan, Corea del Sur. 
El Twizy 45 dispone de un motor eléctrico de 4 kW (5 CV) y 33 N·m y el Twizy 80 de 8 kW (11 CV) y 57 N·m. La velocidad máxima es de 80 km/h.
En condiciones reales el Twizy 45 puede recorrer entre 80 y 100 km y el Twizy 80 entre 48 y 72 km.
Hasta abril de 2015 se vendieron 15 274 unidades.

## Prototipo

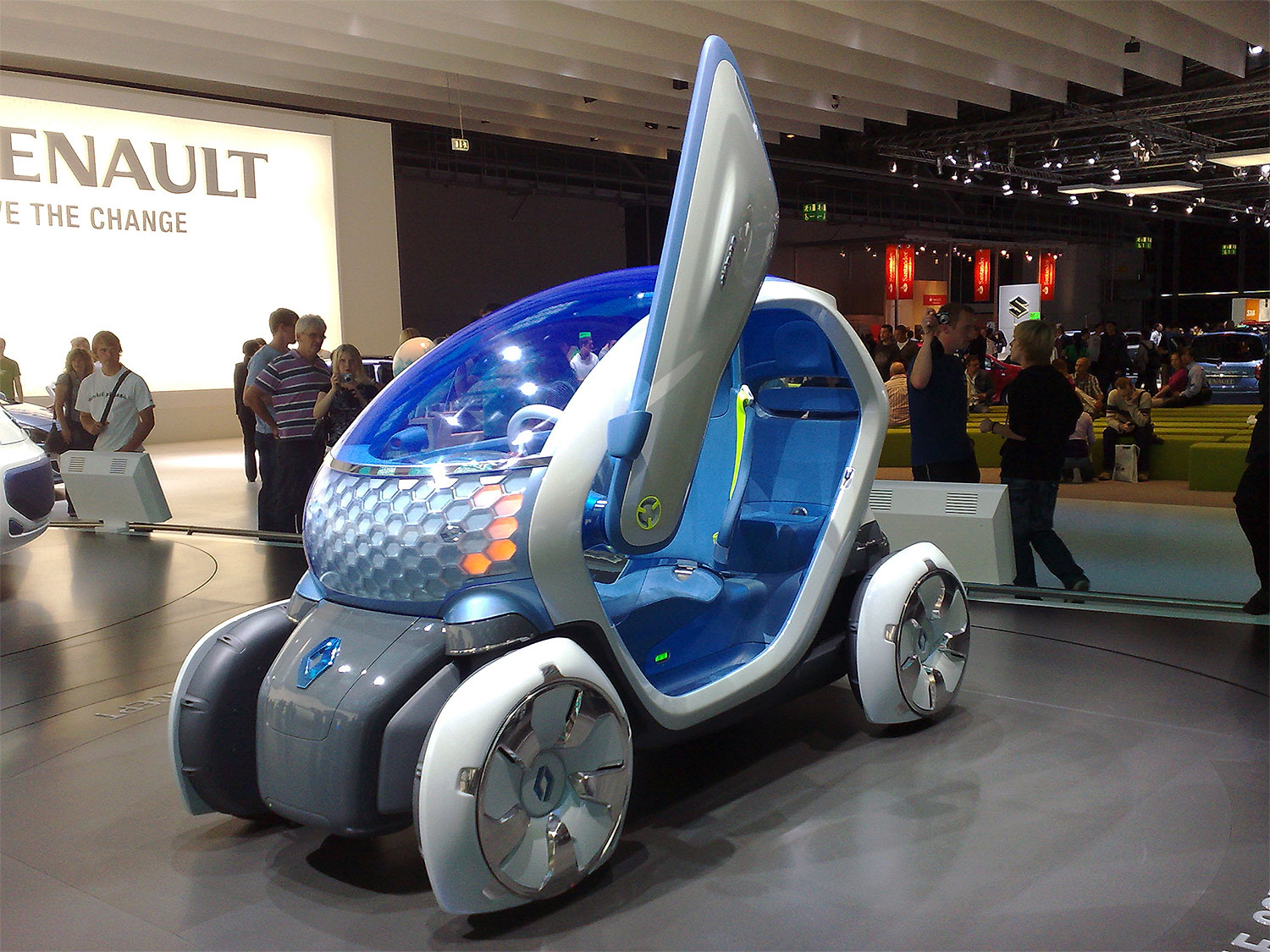
Prototipo del Renault Twizy presentado en Fráncfort 2009.

El primer prototipo del Twizy fue presentado en el Salón del Automóvil de Fráncfort del año 2009. Entonces se mostró con colores mucho más vivos, blancos, azules turquesa y verdes fosforito, acordes al resto de modelos en fase de prototipo presentados bajo la denominación "Z.E." que avanzaba los futuros modelos eléctricos que la casa Renault estaba probando para sacar al mercado. Este primer prototipo tenía dos puertas laterales con un sistema de apertura vertical.

## Fábrica
Desde finales de 2011 el Twizy se fabrica en la factoría de Renault en Valladolid donde hay una línea de ensamblaje para las baterías.
La zona dedicada al Twizy ocupa 9 000 metros cuadrados y supuso una inversión de 8 millones de euros.
La noticia de la fabricación del modelo en Valladolid se supo cuando la ciudad castellana celebró el primer Salón Automóvil y Combustible Alternativos en noviembre de 2009. Allí se presentó un segundo prototipo, similar al presentado meses antes en el Salón de Fráncfort pero con un aspecto más favorable para las ventas. Los colores vivos y brillantes del primer prototipo fueron sustituidos por colores más sobrios, grises y azules, se eliminaron las puertas laterales dejando libre acceso al habitáculo y exteriormente se rediseñaron elementos como las luces y las ruedas acercándolos a elementos reales de automóviles de calle.
El Gobierno de Castilla y León expresó varias veces su apuesta por hacer de la región una referencia nacional en el automóvil eléctrico. Cuenta con un plan de ayuda a la compra de estos vehículos y tiene en marcha la ampliación de infraestructuras de suministro de energía.

## Especificaciones

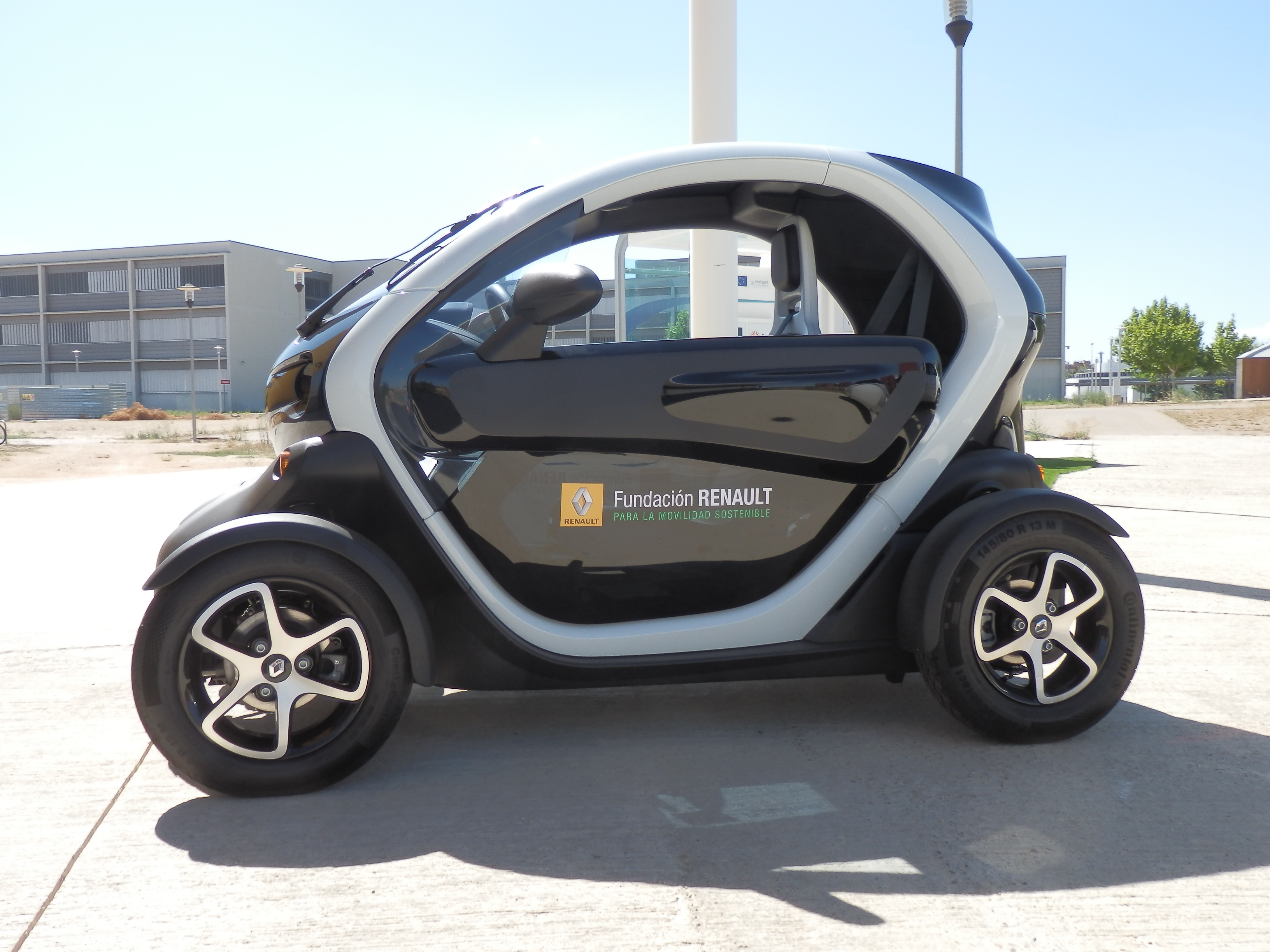
Renault Twizy en agosto de 2015.

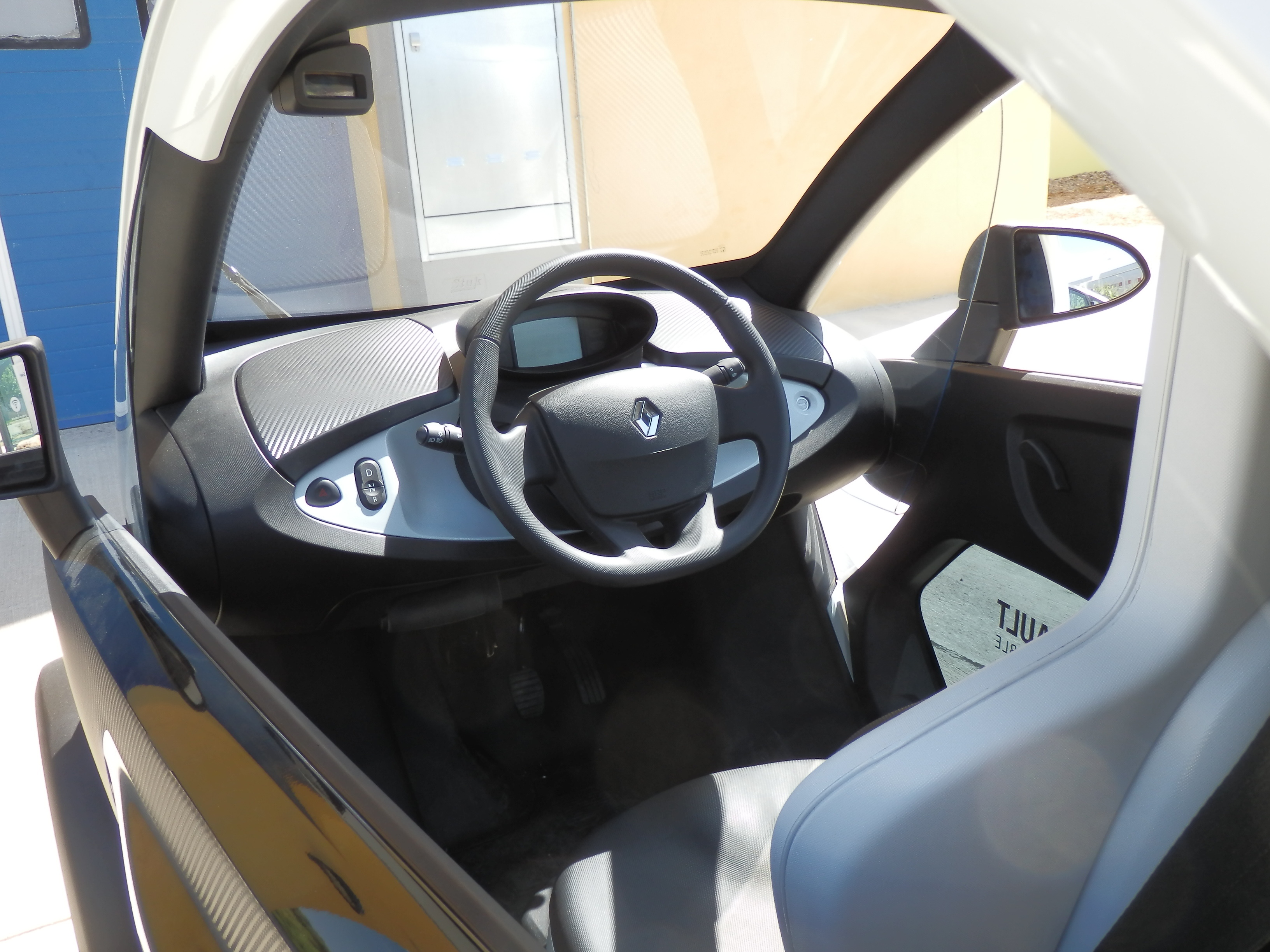
Renault Twizy en agosto de 2015.

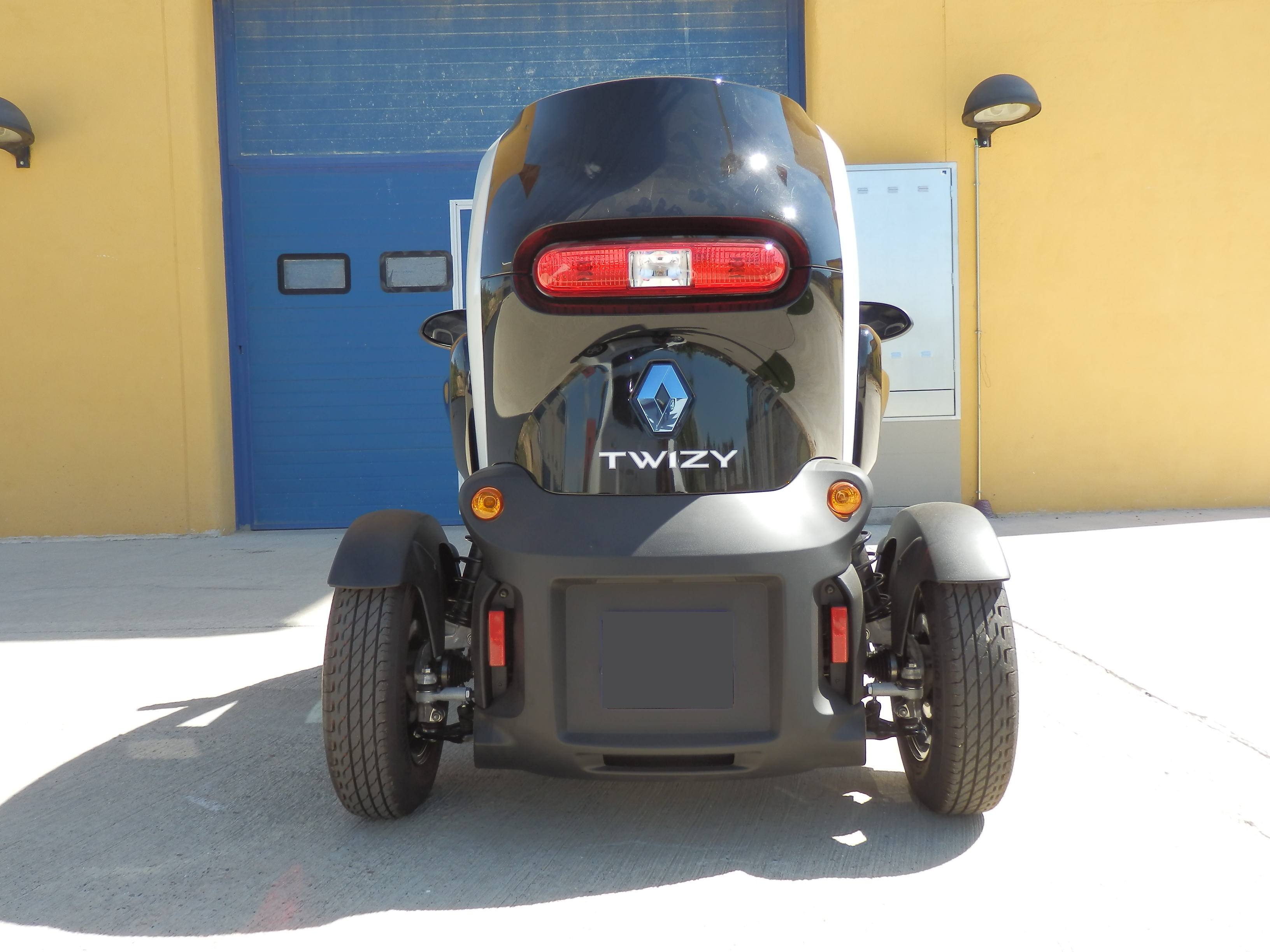
Renault Twizy en agosto de 2015.

### Versiones

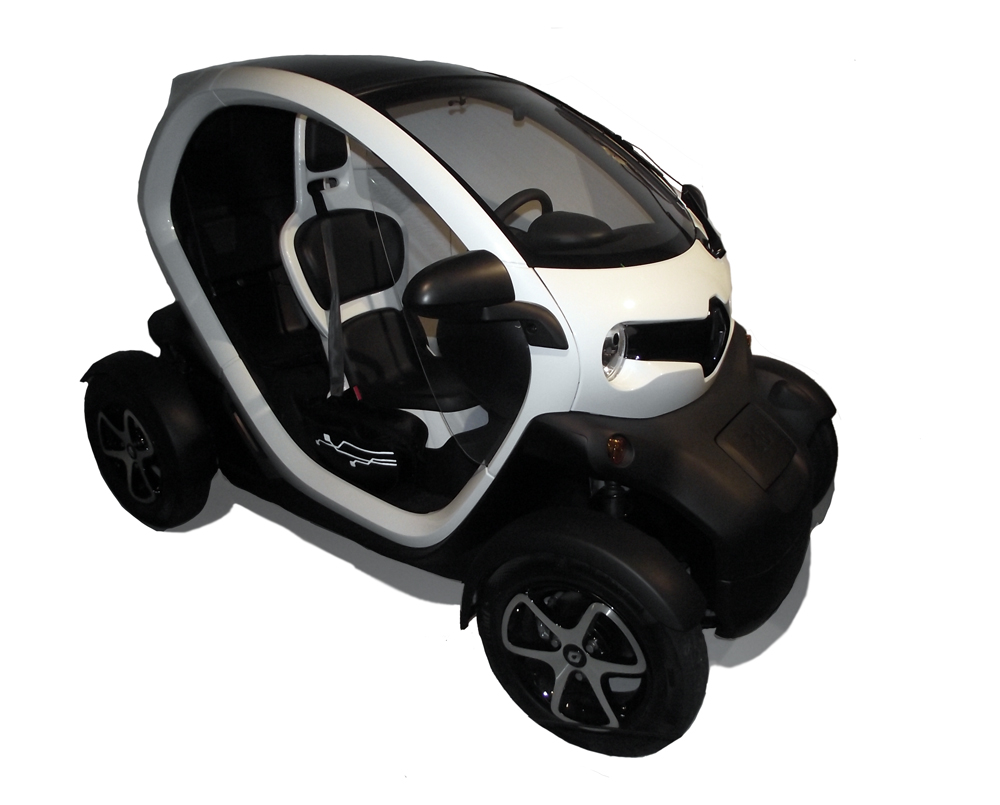
Twizy Technic.

Todas las versiones comparten el motor y las baterías. La diferencia está en la relación del grupo reductor y la limitación de velocidad.
Actualmente hay dos motorizaciones:
- 45 con la versión Life 45
- 80 con las versiones Life 80, Intens Black, Intens White, Intens Blue, Intens Red y Cargo.[5]

La versión Cargo dispone sólo de la plaza del conductor y tiene un maletero con llave de 180 litros.

### Motor
El Twizy 45 dispone de un motor de 4 kW (5 CV) y 33 Nm. La velocidad máxima es de 45 km/h. En algunos países europeos se puede conducir sin permiso de conducir o con la licencia para moto.
El Twizy 80 dispone de un motor de 8 kW (11 CV) y 57 Nm. La velocidad máxima es de 80 km/h.
Acelera de 0 a 45 km/h en 6,1 segundos.

### Recarga
En el frontal del vehículo se puede abrir una tapa que aloja un cable espiral con una toma Schuko para conectarlo a un enchufe doméstico de 220 V y 10 A.
El tiempo de recarga es de 3 horas y 30 minutos.

### Batería
Bajo los asientos dispone de una batería de iones de litio de 6,1 kWh. El vehículo se compra con la batería en alquiler. El alquiler mensual comienza en 50 euros y depende de los kilómetros recorridos.

### Autonomía y consumo
La autonomía homologada en ciclo urbano certificado por la UTAC en ciclo ECE-15 es de 100 km.
En condiciones reales el Twizy 45 recorre entre 80 y 100 km y el Twizy 80 entre 48 y 72 km.
Los consumos según Renault son:
Versión 45: 58 Wh/km
Versión 80: 63 Wh/km

### Comodidad y Seguridad
Tiene un chasis tubular de seguridad.
La dirección no tiene asistencia y se maneja con un volante clásico. Las cuatro ruedas tienen suspensión independiente. La tracción es trasera. Dispone de cinturones de seguridad para conductor y pasajero; el cinturón del conductor tiene una banda al lado derecho del asiento, con su propio pretensor, para hacer así el efecto de retención equivalente a un cinturón de cuatro puntos de anclaje, lo que permite un mejor retención durante un posible accidente. Tiene un freno de mano de emergencia. Tiene un airbag. No dispone de calefacción ni aire acondicionado. No tiene frenos ABS ni control de estabilidad ESP. Tiene un limpiaparabrisas.
Tiene un pedal de acelerador y uno de freno. El cuadro tiene velocímetro digital, reloj, indicador de autonomía restante, indicador de carga e indicador de consumo instantáneo.
En vez de palanca de cambios, dispone de un botón D para la marcha hacia delante y otro R para la marcha atrás. Si se pulsan los dos, la transmisión se quedaría en una posición equivalente al punto muerto.
El asiento del conductor tiene el respaldo fijo y el único ajuste posible es el de acercamiento al salpicadero.

### Dimensiones
- Diámetro de giro: 3,4 metros.
- Caja de cambios: Reductora con una marcha adelante y una marcha atrás.
- Coeficiente aerodinámico S(M2)/Cx: 0,64.
- Anchura total: 1234 mm.
- Longitud zona de carga: 2337 mm.
- Altura exterior: 1454 mm.
- Voladizo trasero: 339 mm.
- Distancia entre ejes: 1686 mm.
- Voladizo delantero: 313 mm.
- Peso en vacío en orden de marcha: 473 kg.
- Peso total en orden de marcha: 690 kg.
- Carga útil: 110 kg.
- Volumen máximo de maletero: 31 litros (180 litros en la versión Cargo).
- Ruedas con embellecedores 13" en gris. Opcionalmente con llantas de aleación.[5]

### Opciones
- Ventanillas para Twizy: El sistema de cierre de la parte superior de las puertas de Twizy es un accesorio que se instala rápidamente en casa.
- Llantas de aleación.
- Ayuda al aparcamiento trasero.
- Alarma antirrobo.
- Alzador para niños de más de 4 años.
- Redecillas de organización.
- Bolsa de organización de 50 L, diseñada especialmente para Twizy. Se fija sobre el asiento de atrás ampliando el volumen de carga de tu vehículo.
- Manta para conductor y pasajero.
- Faldillas delanteras.
- Kit manos libres audio bluetooth parrot.[5]

## Ventas
En 2009 Renault anunció que fabricaría unas 20 000 unidades del Twizy al año.
Desde 2011 hasta abril de 2015 se vendieron 15 274 unidades en todo el mundo.
| País                 | Ventas |
| -------------------- | ------ |
| Alemania             | 3 903  |
| Italia               | 2 455  |
| Grecia               | 10     |
| Reino Unido          | 520    |
| Irlanda              | 10     |
| Malta                | 2      |
| España               | 1 367  |
| Portugal             | 165    |
| Holanda              | 452    |
| Bélgica y Luxemburgo | 765    |
| Suiza                | 997    |
| Austria              | 457    |
| Suecia               | 242    |
| Dinamarca            | 36     |
| Noruega              | 62     |
| Polonia              | 6      |
| Marruecos            | 61     |
| Reunión              | 5      |
| Guadalupe            | 7      |
| Abu Dhabi            | 12     |
| Dubái                | 21     |
| Kuwait               | 2      |
| Bahrain              | 1      |
| Rusia                | 1      |
| Bulgaria             | 16     |
| Rumanía              | 11     |
| Turquía              | 30     |
| Latinoamérica        | 53     |
| Malasia              | 13     |
| Nueva Caledonia      | 1      |
| Tahití               | 13     |
| Hong Kong            | 14     |

## Conductores notables
Stirling Moss. Piloto de carreras. Ganó 16 Grand Prix. En mayo de 2015 conducía por Londres un Twizy de color verde y matrícula personalizada 7 SM. Este vehículo no tiene que pagar la tasa de congestión del centro del Londres.
Nikki Gordon-Bloomfield. Es una periodista especializada en vehículos eléctricos. Produce, edita y presenta el podcast, videopodcast y web Transport Evolved. Vive cerca de Bristol, Reino Unido. Compró un Twizy y más tarde lo vendió porque no le resultaba práctico para llevar pasajeros y realizar sus tareas diarias.

## En los medios
Es el vehículo predominante en la película The Zero Theorem dirigida por Terry Gilliam e interpretada por Christoph Waltz, Mélanie Thierry, Matt Damon y Sanjeev Bhaskar. Es una visión distópica del futuro.
En la serie Un, dos, ¡chef!, Macedonio conducía un Renault Twizy, este para llevar los platos a los artistas.

## Twizy RS F1

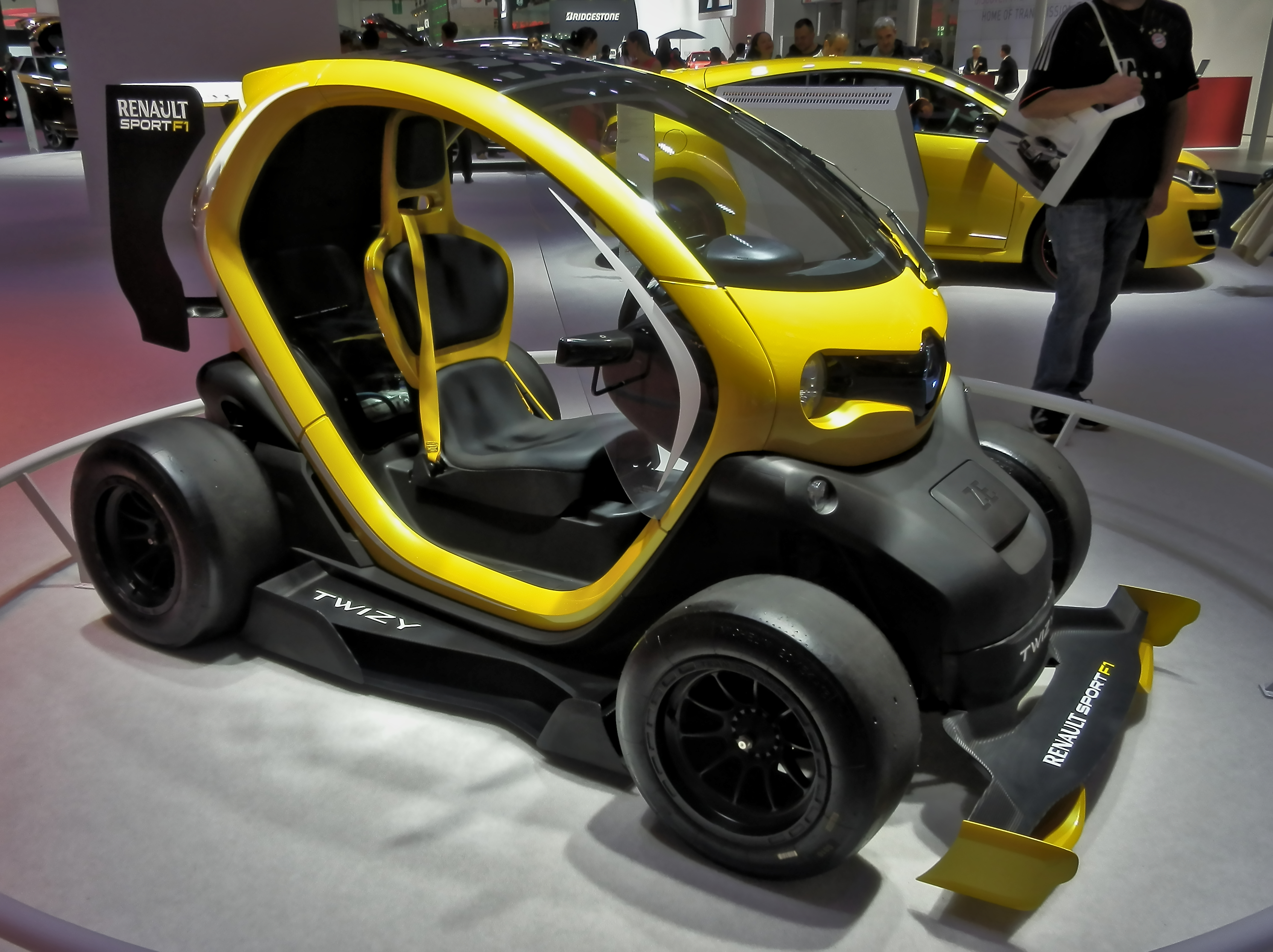
Renault Twizy Sport F1.

Es un concept car con componentes de la Fórmula 1 como neumáticos lisos, alerón delantero, pontones laterales, alerón trasero de carbono, volante de tipo F1 y sistema de recuperación de energía cinética KERS (Kinetic Energy Recovery System).
El KERS es un sistema capaz de recuperar una parte de la energía cinética que genera la frenada. En lugar de disiparse en forma de calor en los frenos, la energía que se recupera se puede almacenar para la propulsión del vehículo.
Consta de tres elementos principales: motor-generador eléctrico unido directamente al árbol motor, baterías de Ion-Litio específicas capaces de ciclos de carga y descarga muy rápidos y un módulo de control.
Cuando se activa el KERS, la potencia se multiplica por seis y pasa de forma instantánea de 17 a 97 caballos (72 kW). Los 80 caballos adicionales que aporta el KERS están disponibles durante alrededor de 13 segundos.
Acelera de 0 a 100 km/h en 6 segundos, con la misma rapidez que el Mégane RS. La velocidad máxima es de 110 km/h.

## Copia china
El Rayttle E28 se lanzó al mercado chino en septiembre de 2014. El parecido exterior es del 99%. Está fabricado por Zhejiang Litong New Energy Automobile Corporation, en la ciudad de Hangzhou en la provincia de Zhejiang.
La configuración más cara dispone de un motor eléctrico de 7,5 kW con unas baterías de iones de litio de 73.5/135aH.
Según el fabricante tiene una autonomía de 130 km y una velocidad máxima de 80 km/h.

## Galería

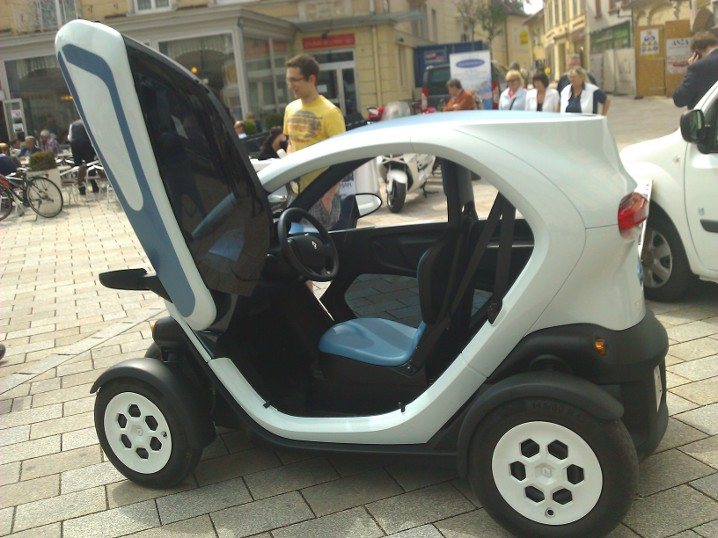
Con la puerta abierta en 2012.
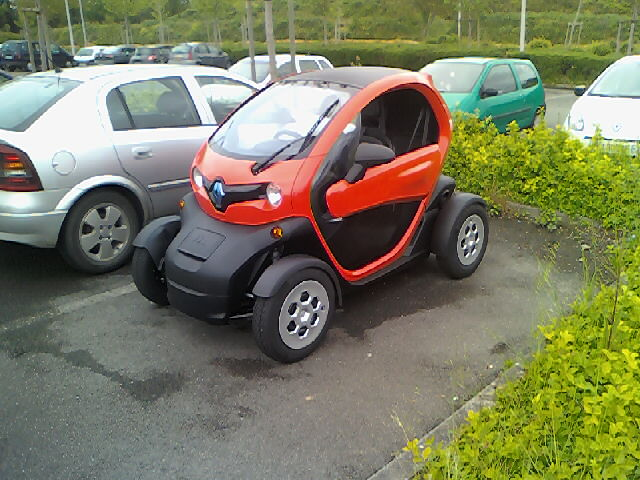
Renault Twizy comparado con un coche mediano.
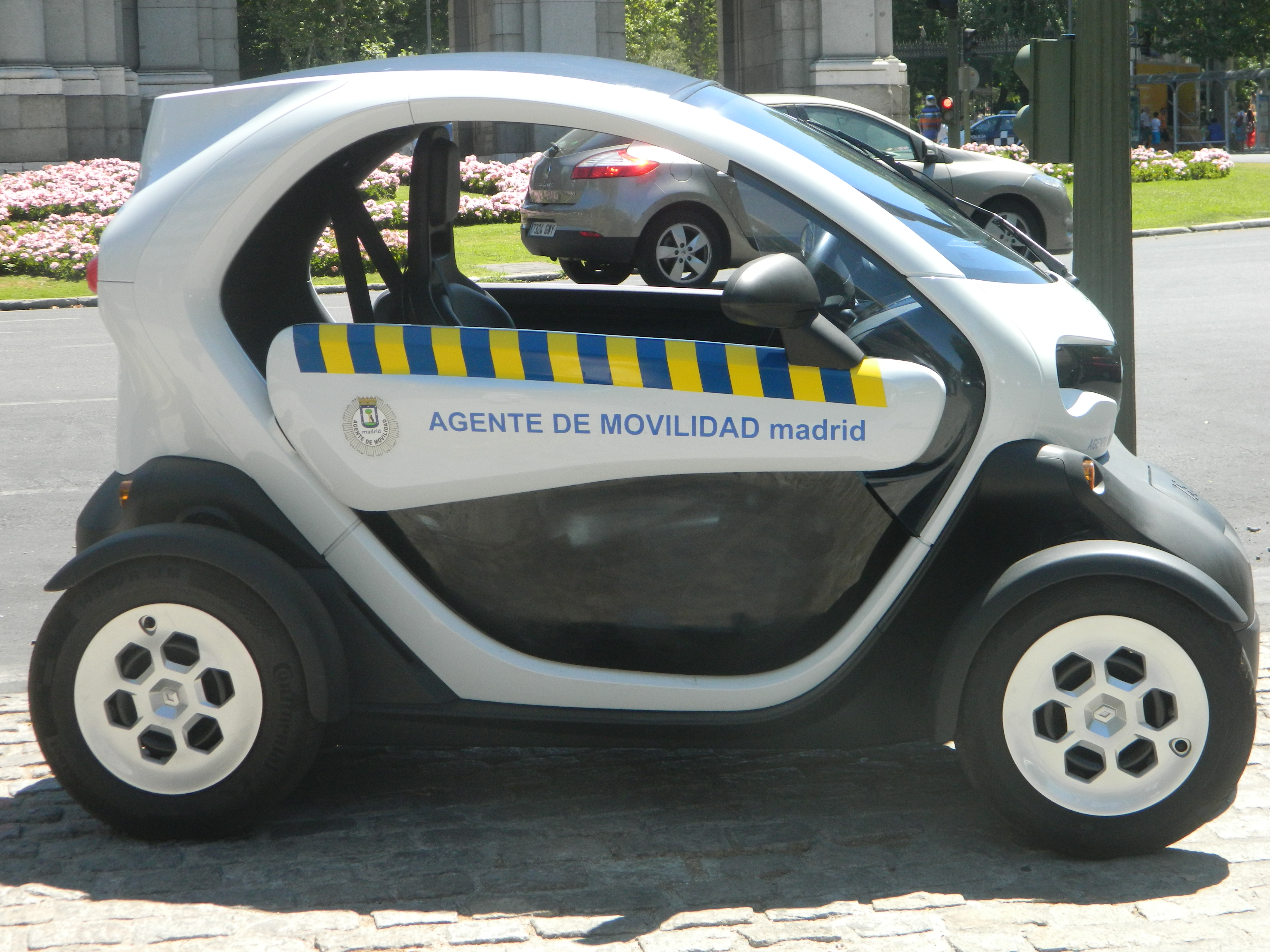
Renault Twizy de los agentes de movilidad de Madrid.
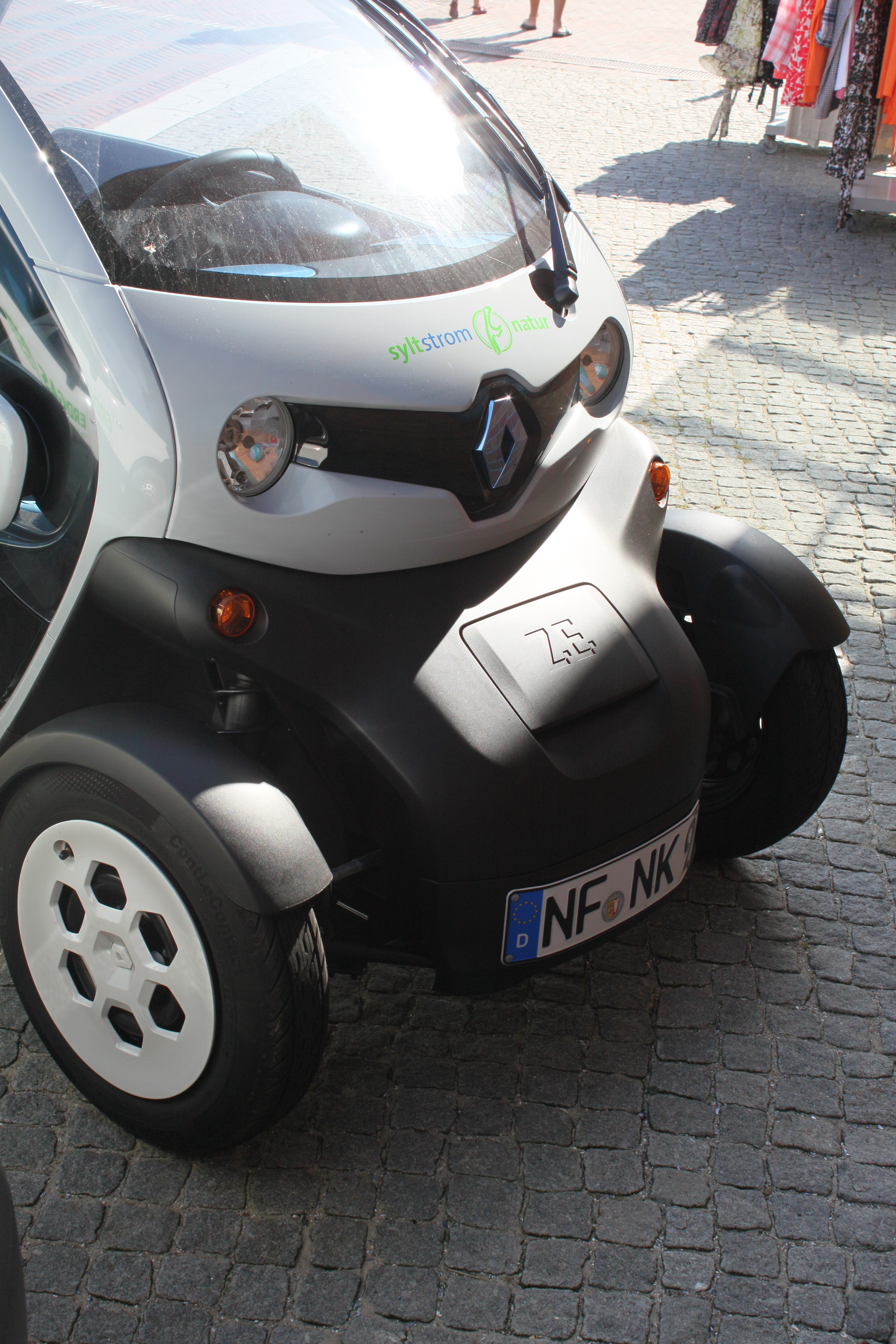
Frontal con tapa para el cable de recarga.
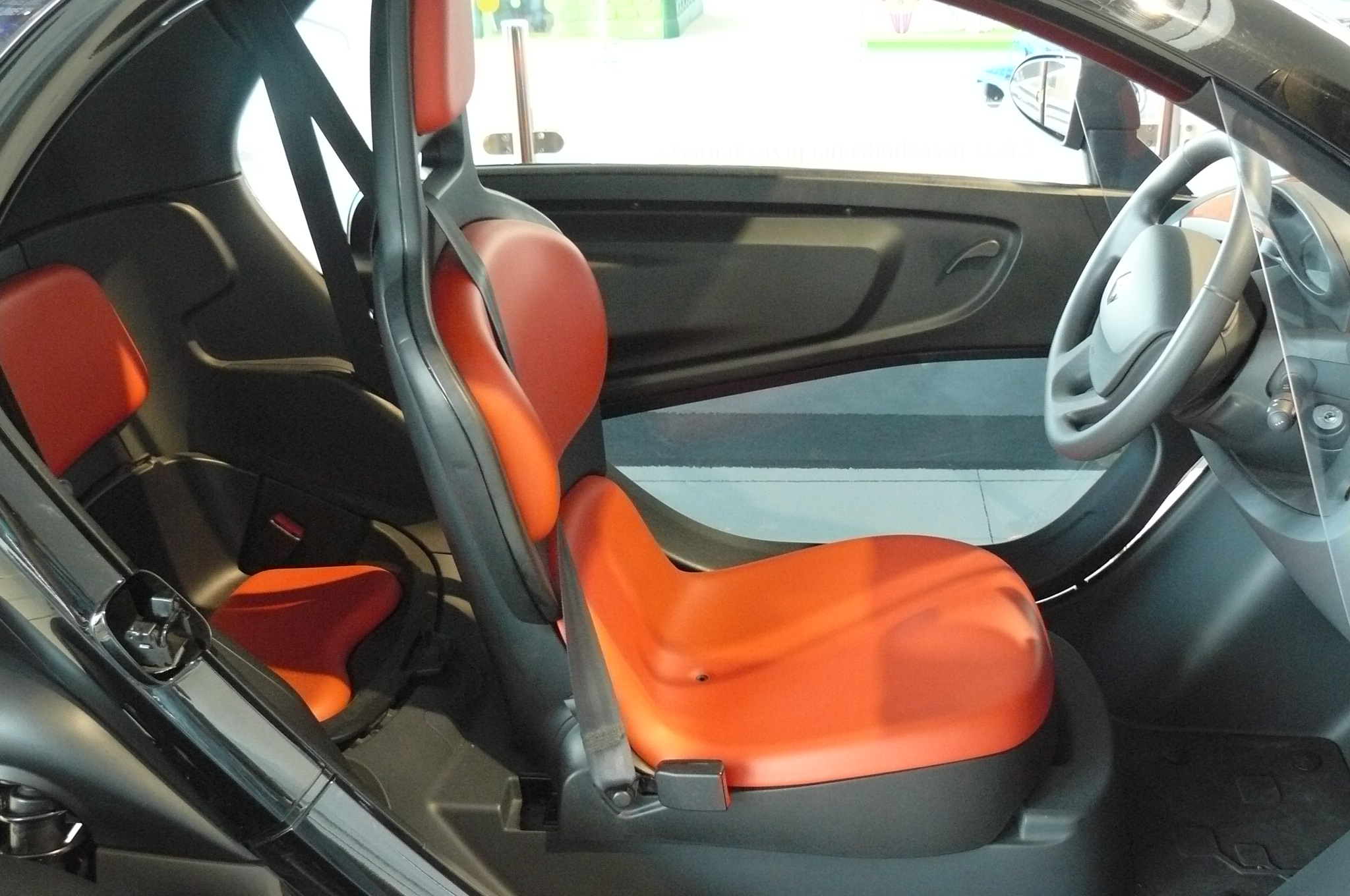
Asientos en tándem.
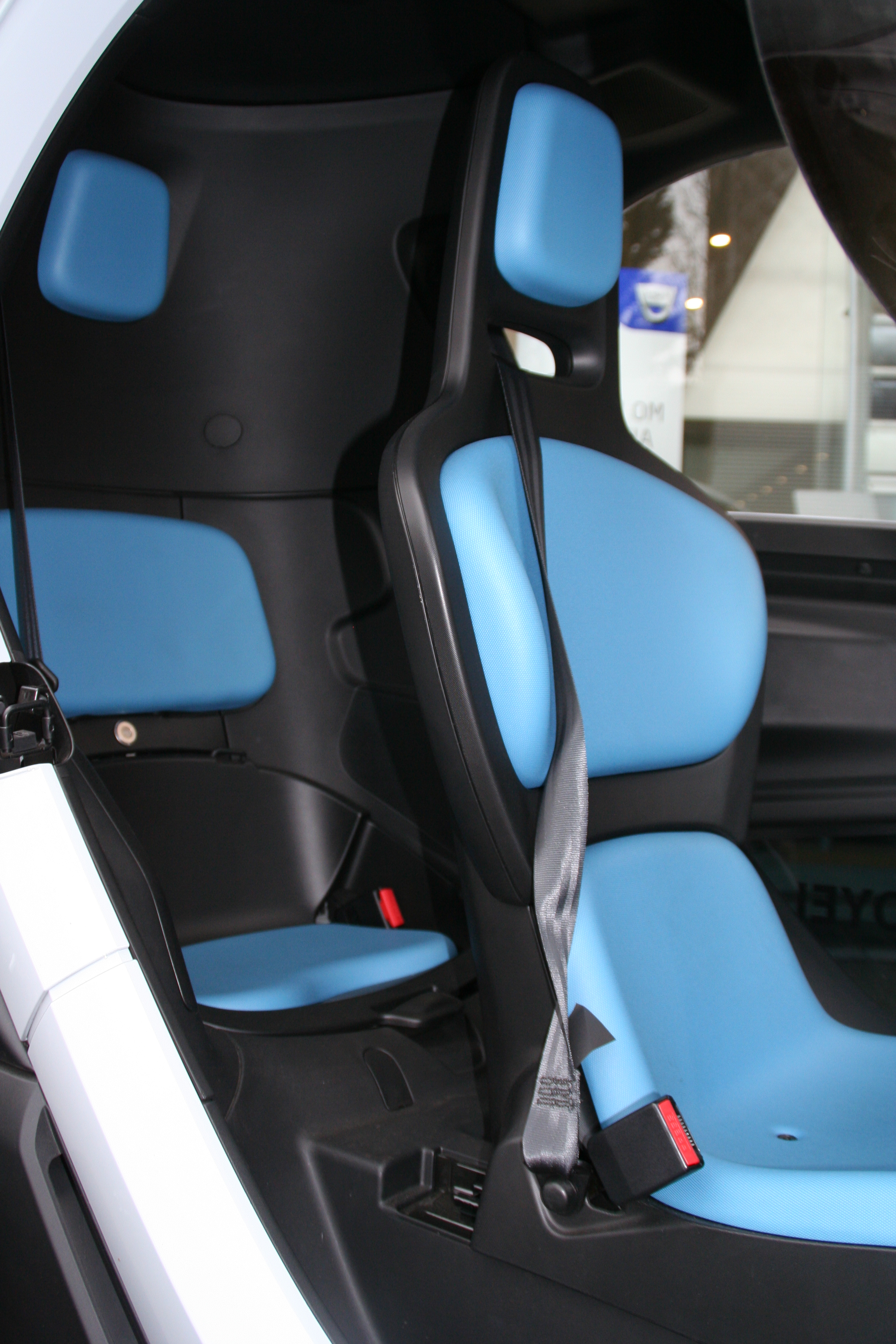
Asientos.
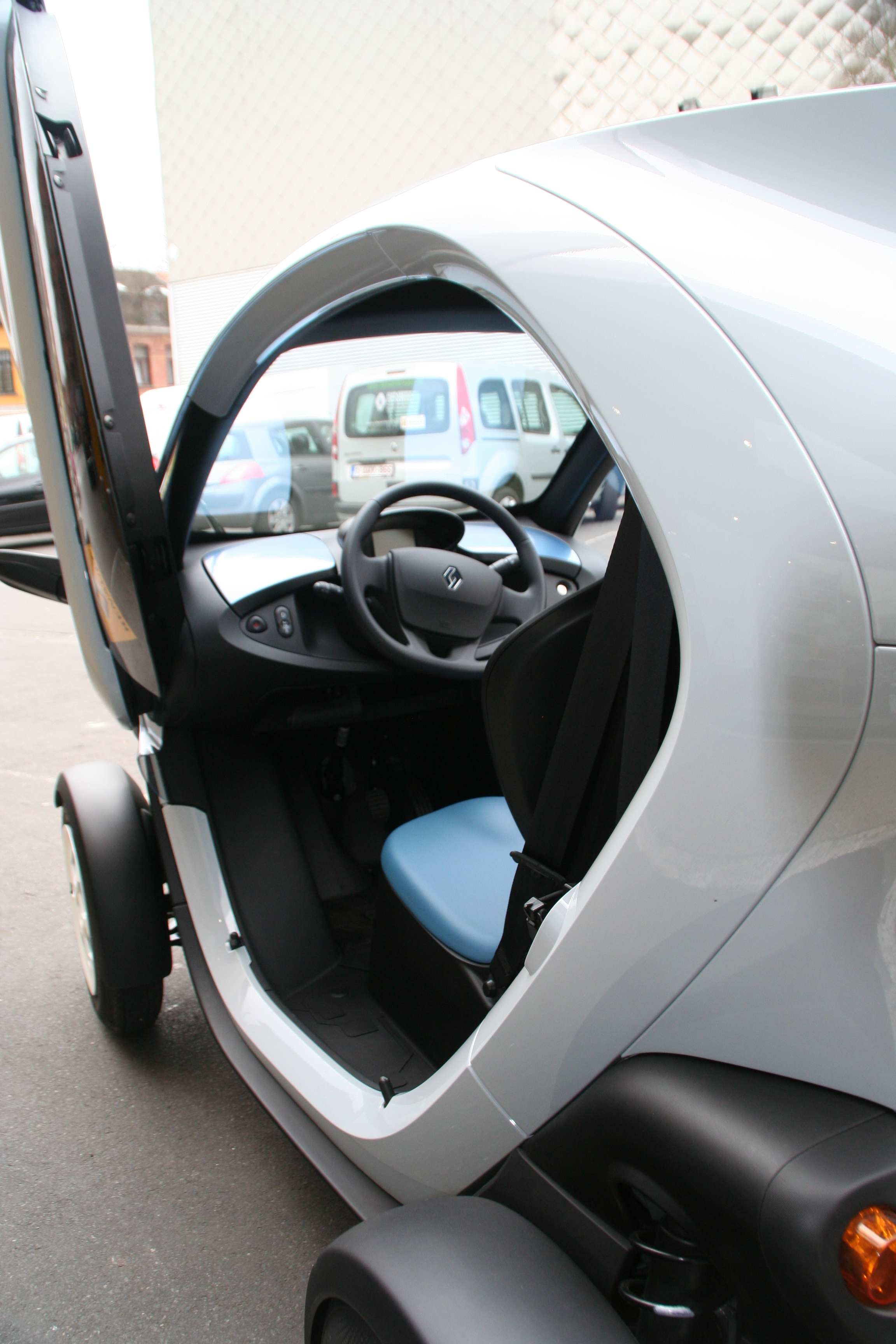
Lateral con puerta abierta.
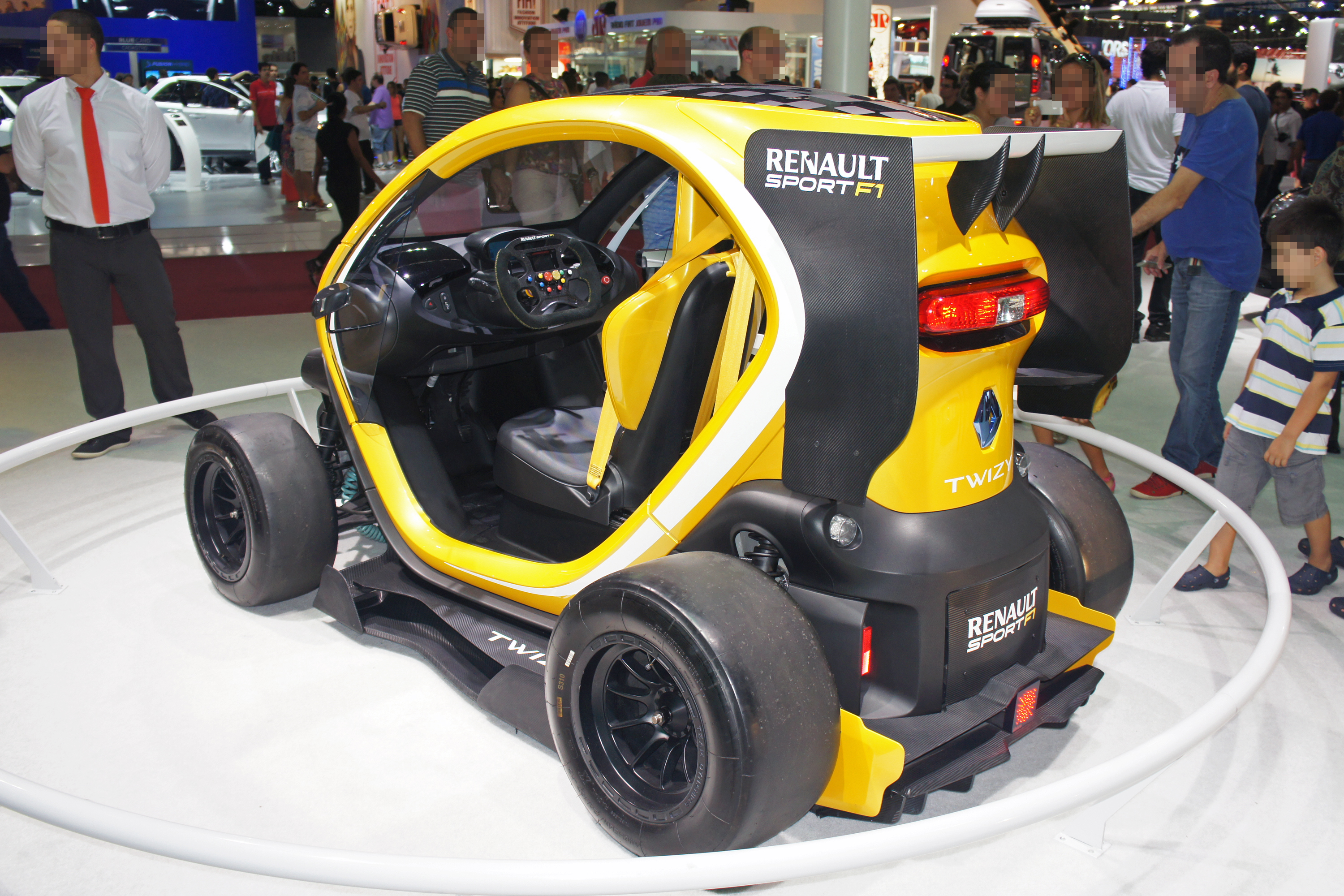
Twizy Sport F1 en 2014.
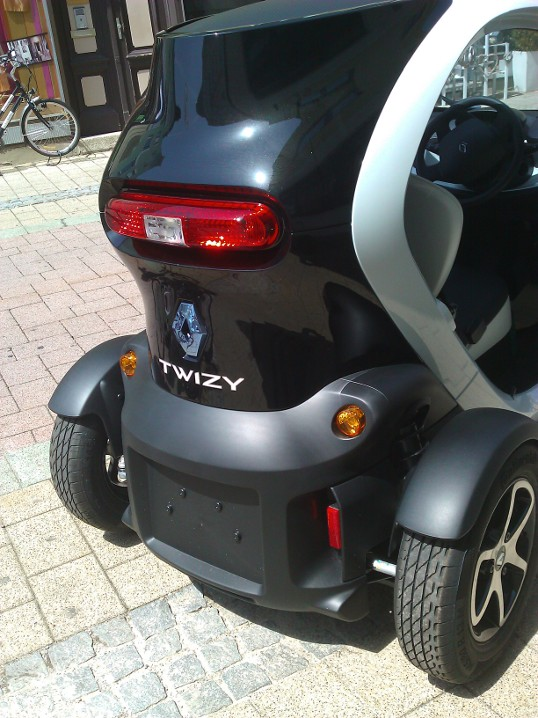
Trasera.
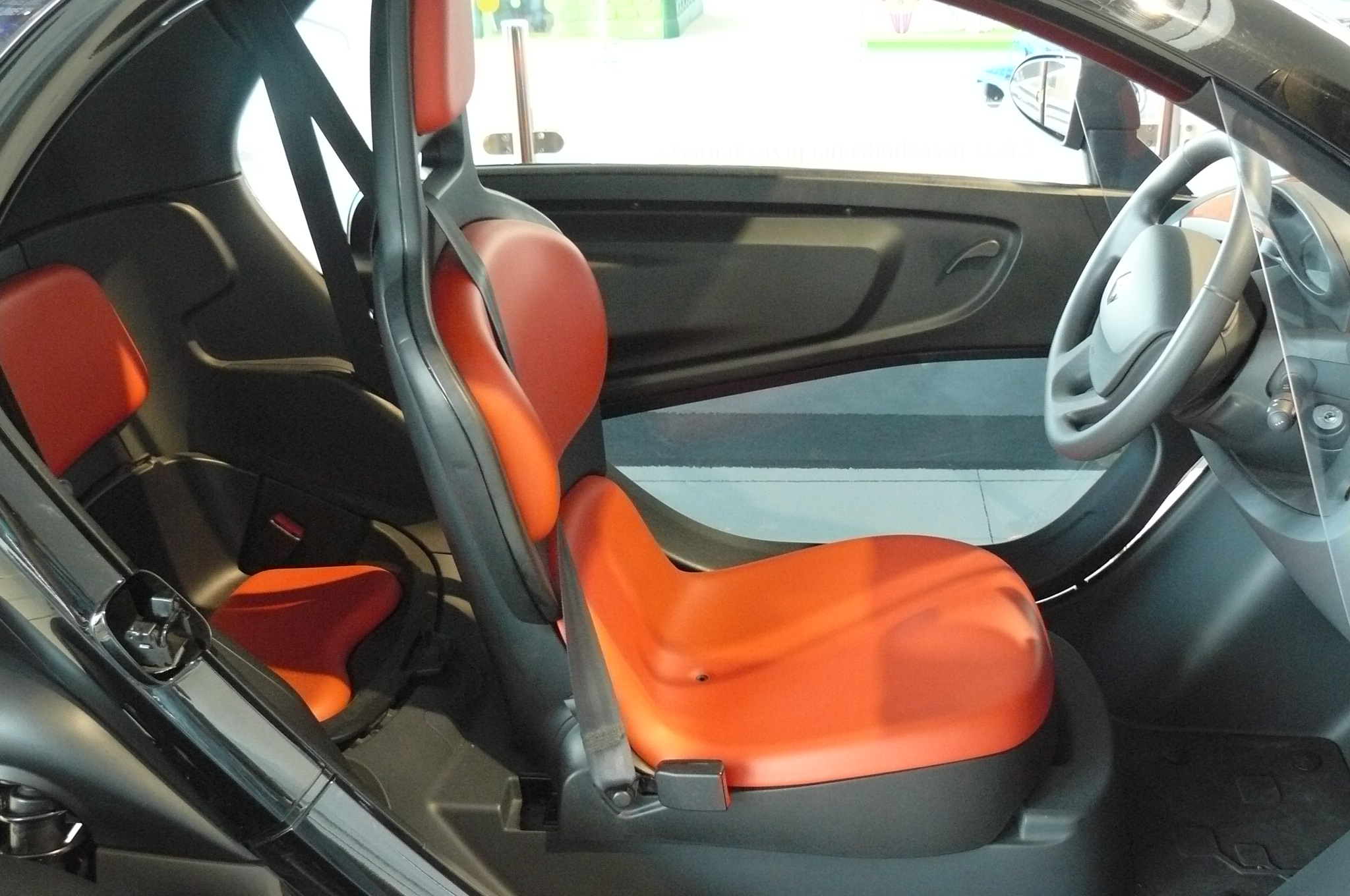
Interior.
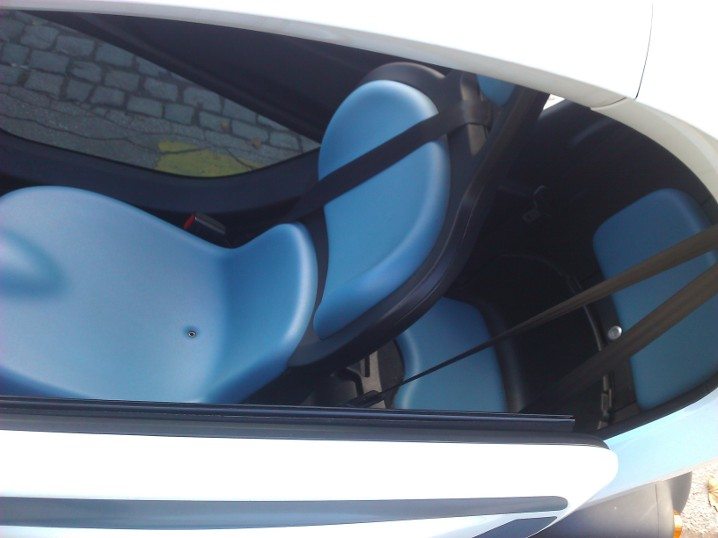
Interior.
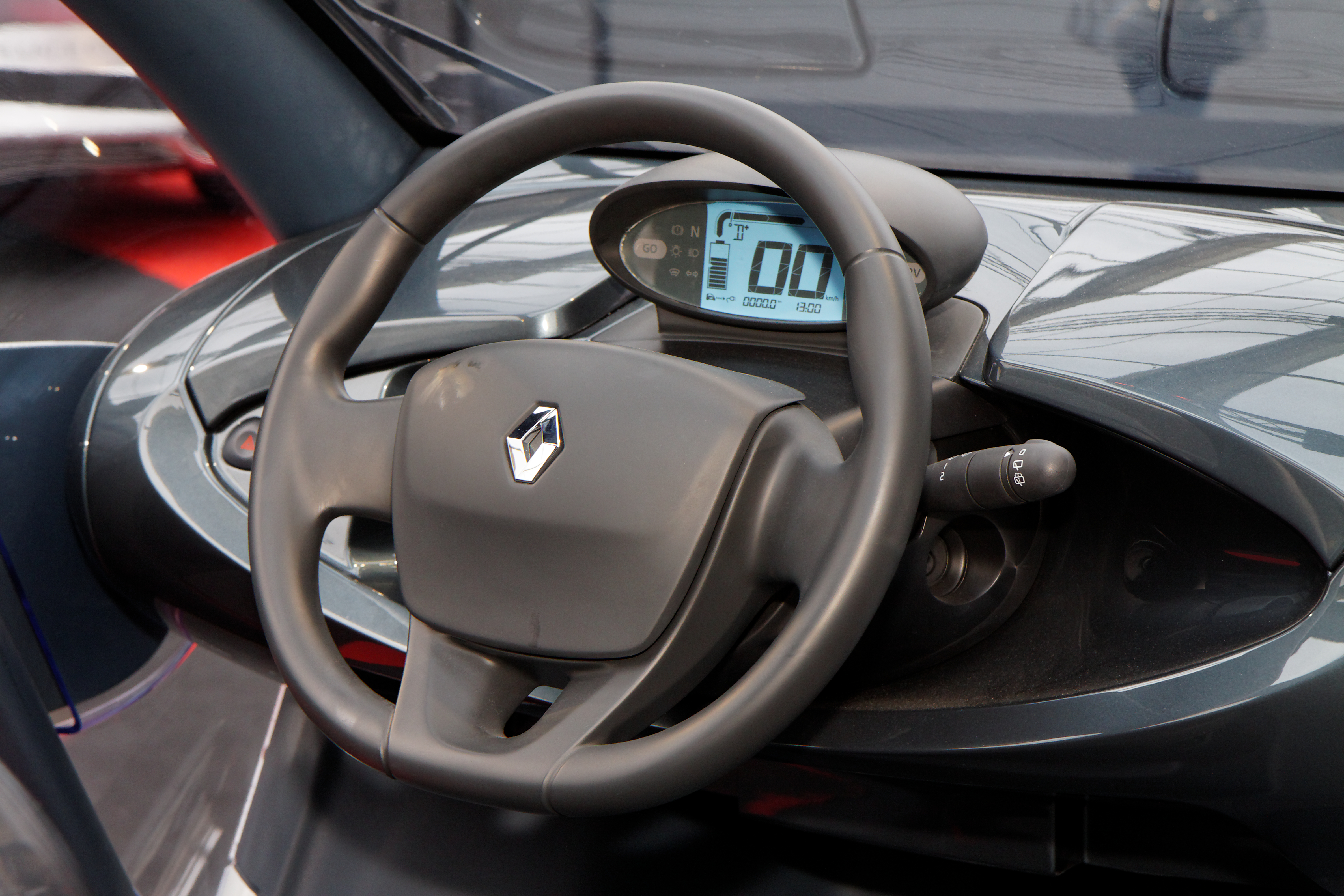
Prototipo en 2011